# Criconema rusticum
Criconema rusticum is een rondwormensoort uit de familie van de Criconematidae. De wetenschappelijke naam van de soort is voor het eerst geldig gepubliceerd in 1915 door Micoletzky.